# Jiří Josef Camel
Compléments
"Camel fit progresser l'histoire de la botanique de manière considérable" (John Ray)
Jiří Josef Camel, ou Georges Joseph Kamel (latinisé en Camellus) né le 21 avril 1661 à Brno, Moravie (République tchèque) et décédé le 2 mai 1706 à Manille (Philippines) est un frère jésuite morave, missionnaire et botaniste dans les îles Philippines. En son honneur une fleur d'Asie orientale fut appelée Camellia.

## Biographie

### Premières années
Après avoir fait des études de pharmacie Camel entre dans la Compagnie de Jésus comme frère (12 novembre 1682). À la fin de son noviciat il est nommé infirmier aux collèges de Jindřichův Hradec et Český Krumlov.

### Arrivée aux Philippines
En 1688, Camel arrive comme missionnaire dans les îles Philippines. Sa compétence étant connue il est d’abord infirmier au collège de Manille. Il devient vite botaniste et apothicaire car il y développe son jardin de plantes médicinales, lui permettant de ne pas dépendre pour ses médicaments d’arrivages d’Europe, toujours incertains, d’autant plus que le nombre de ses visiteurs et malades augmente.

### Botaniste de renom
Sa réputation arrive aux oreilles d’un médecin de l’East India Company, à Madras (Inde), Samuel Browne, qui mentionne son nom dans sa correspondance avec John Ray grand botaniste et membre de la Royal Society de Londres. Camel et Ray entrent en correspondance, le premier envoyant au second des plantes des Philippines, dont Strychnos ignatii. En 1818, on en extraira la strychnine.
John Ray fait parvenir à Camel son livre Historia plantarum. Camel y répond en y ajoutant trois volumes sur la faune et flore des philippines. L’ensemble est publié par John Ray et James Petiver en 1704.
Entre 1699 et 1711 James Petiver publie plus d’une douzaine d’articles - avec dessins - de Camel dans la savante et prestigieuse revue londonienne: Philosophical transactions of the Royal Society. Il n’étudie pas seulement les plantes mais aussi les coraux, poissons, insectes, araignées, et serpents : toute la faune et la flore des philippines. Il envoie également divers échantillons de plantes et animaux, y compris une peau de python de 30 m de longueur.
John Ray lui a rendu un hommage appuyé : « (Camel est) un homme remarquable, qui a fait progresser l'histoire de la botanique de manière considérable ; il est digne d’un éloge immortel ». Plus de 400 dessins de Camel sont aujourd’hui conservés au British Museum et 260 à la bibliothèque de l’université de Louvain.

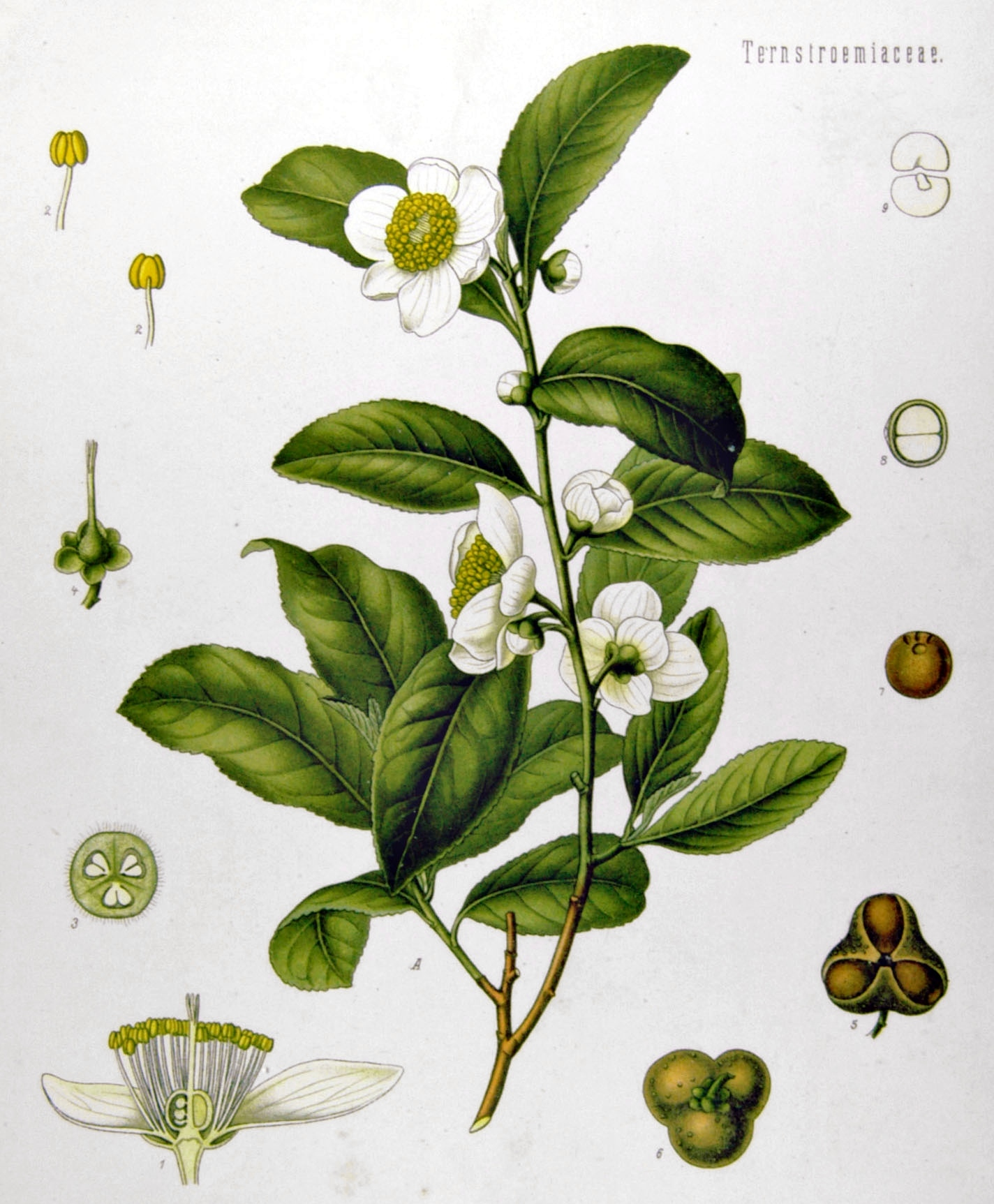
La 'Camellia' de Chine

## «Camélia»
Sous sa graphie latine le nom de Jiri Josef Camel survit dans cette fleur appelée Camellia. Si la fleur, d’origine asiatique, n'a probablement pas été vue par Camel car elle ne pousse pas aux Philippines, elle a bien été nommée d'après son patronyme. Après sa mort, Carl von Linné lui donna le nom du frère jésuite en mémoire de son travail considérable dans le domaine de la botanique asiatique.